# 索斯科沃區

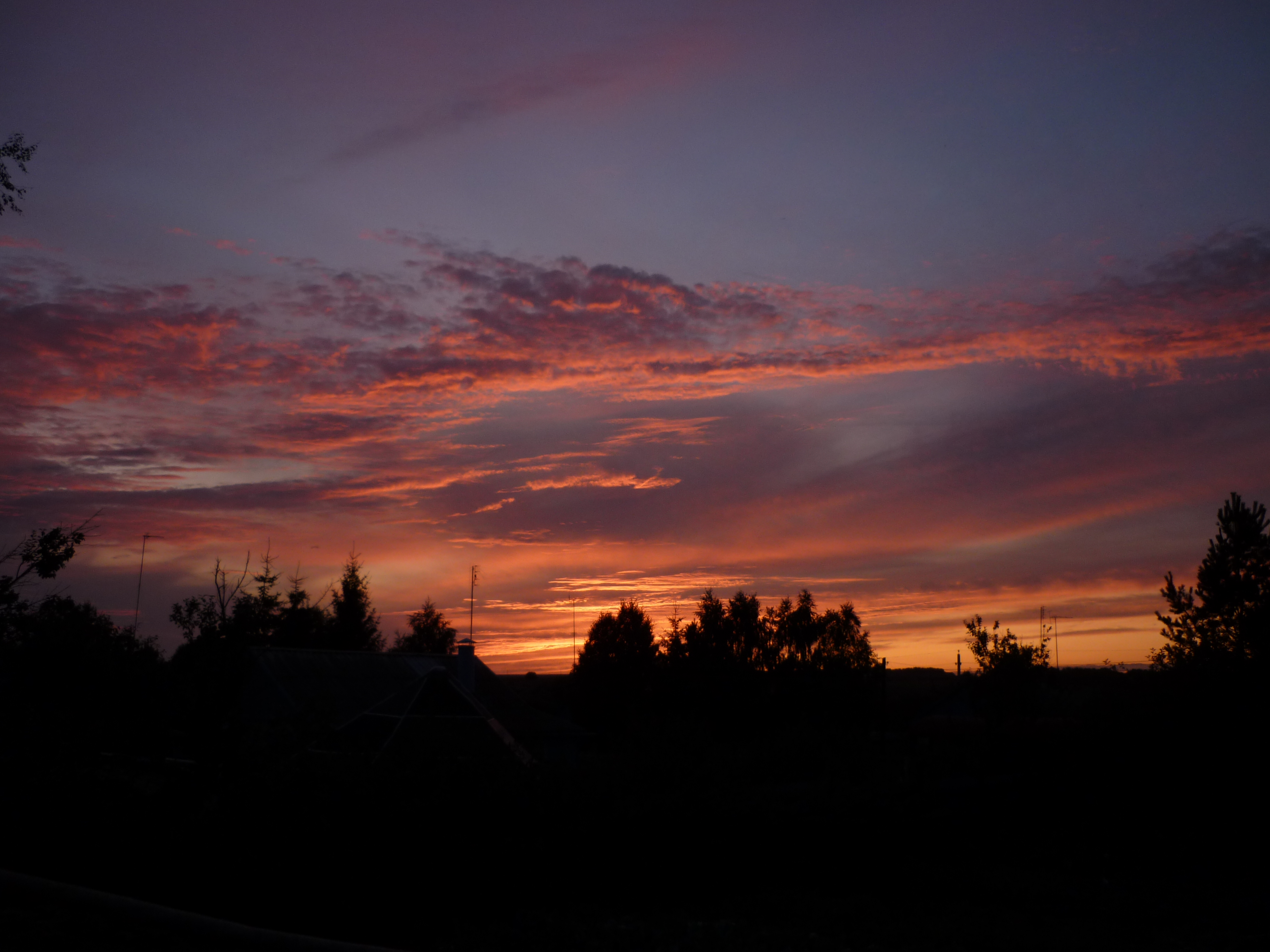

52°44′45″N 35°23′11″E / 52.74583°N 35.38639°E
索斯科沃區（俄语：Сосковский район），是俄羅斯的一個區，位於該國西南部，由奧廖爾州負責管轄，面積611.6平方公里，2010年人口5,982，人口密度每平方公里9.78人。